# Surogat
Surogat (též v angličtině známý pod názvem The Substitute a v němčině Ersatz) je název pro krátký jugoslávský kreslený zábavný film Dušana Vukotiće. Producentem bylo studio Zagreb Film. Jeho délka činí 9 minut 30 s.

## Animace
Styl animace filmu byl ve své době unikátní; užité byly abstraktní prvky a jejich estetika odkazuje na naivní umění a i bruselský styl přelomu 50. a 60. let 20. století. Je ukázkou tzv. Záhřebské animátorské školy. Postavy i objekty byly zjednodušeny do podoby geometrických tvarů; pozadí bylo víceméně bez jednotlivých detailů.

## Hudba
Hudbu pro film složil Tomislav Simović a stejně jako animace, i zde byla pojata velmi modernisticky spojením řady do té doby neobvyklých prvků. Použita byla tehdy velmi populární jazzová hudba. Některé části nazpíval Ozren Depolo.

## Příběh
Příběh filmu pojednává o muži, který při cestě na pláž zjistí, že vše, co si tam přivezl, má podobu nafukovacího objektu (lehátko, loď, automobil a nakonec i člověk). Vše se nakonec ukáže být na jedno použití a zmizí. Stejně tak i hlavní hrdina – muž, který po našlápnutí na hřebík vypustí i sám sebe.
Satirickým a vřelým způsobem film konfrontuje diváka s konzumeristickými návyky a rozdílem mezi realitou a náhražkou této skutečnosti. Téma bylo otevřeno v době, kdy se začaly jak v Jugoslávii, tak i západní a východní Evropě objevovat různé náhražky, jednorázové výrobky a další produkty, které nahrazovaly tradiční zboží. Došlo také k širokému rozšíření plastů.

## Ocenění
V roce 1962 film vyhrál americkou cenu Oscar za nejlepší kreslený film. Stal se prvním ne-americkým filmem, který toto ocenění obdržel.
Film získal řadu dalších ocenění i na dalších festivalech, např. v Bělehradu, Bergamu, Corku v Irsku, San Franciscu. Patří k nejoceňovanějším filmům, které vznikly v tehdejší Jugoslávii, resp. Chorvatsku.
Film po svém úspěchu v 60. letech upadl v zapomění, které se prohloubilo ještě po rozpadu Jugoslávie. Až v roce 2007 došlo k obnově zájmu o Vukotićovo dílo a i Společnost chorvatských režisérů spolu s Ministerstvem kultury uskutečnily několik akcí na podporu Vukotićova odkazu.

## Odkaz
Film se objevil v dokumentu Jerryho Becka s názvem The 50 Greatest Cartoons v sekci 57 dalších kreslených filmů, které se nekvalifikovaly do hlavního seznamu. 
V seriálu Simpsonovi se stal předobrazem pro fiktivní kreslený seriál s názvem Dělník a parazit (anglicky Worker and Parasite), který měl poukazovat na ponurost a bezútěšnost života ve východní Evropě.

## Úlohy
- Scénář: Rudolf Sremec
- Hudba: Tomislav Simović
- Kresba (pozadí): Zvonko Lončarić
- Hlavní animátor: Dušan Vukotić
- Animátoři: Leo Fabiani, Rudolf Mudrovčić
- Řízení hudby: Tea Brunšmid
- Asistent režiséra: Zdravko Pavičić
- Triky: Zlatko Sačer
- Hlavní animátor a režisér: Dušan Vukotić